# 楓ありす
楓 ありす（かえで ありす、1984年9月26日 - ）は、日本の元AV女優・元ストリッパー。
身長:155cm。スリーサイズ:B84(C-65)・W57・H83cm。血液型:AB型。

## 略歴・人物
2006年9月にAVデビュー。なお、デビュー作発売前の7月21日にワラビOS劇場でストリップデビュー（紅薔薇座所属）。
2007年には「劇団MadBunny」を主宰し、以降はストリップと演劇とを並行して活動していた。
2008年6月をもってストリッパーを引退。

## 出演作品

### アダルトビデオ
- 制服が似合う素敵な娘 9 （2006年9月23日、オーロラプロジェクト） ※「楓ありさ」名義、デビュー作
- ラブはぶる （2006年10月28日、オーロラ・プロジェクト）
- 萌女百合組協奏曲 （2006年12月20日、姦姦倶楽部）
- 露出媚人 〜世留田立也監督の私的調教ドキュメント〜 （2006年12月30日、マルコト）
- 素人ギャルズ ［LEVEL A］ Ver.23 （2007年2月16日、アリスJAPAN）…オムニバス作品
- 貴方の妄想叶えます! 3 （2007年2月28日、アリウス）